# 禁制令
強制令或禁制令（英語：injunction）是普通法的一個概念，指以法庭判令要求当事人或不特定人停止去開始或禁止某種行為，性質上為一種衡平法補救措施。如有任何一方違反禁制令的內容，將會被視為藐視法庭，而面臨刑事處罰。
蘇格蘭法律中的對應概念為禁令（interdict），大陸法系的對應概念則為暫時處分。中华人民共和国法律系统的对应概念为禁止令。

## 概說
禁制令的目的是為了防止特定損害發生，當法律無法對某種損害行為提供充分的救濟時，則可以尋求禁制令來補救。禁制令可以是臨時性的，也可以是永久性的，根據其內容可以作以下區分：
- 強制令（mandatory injunction；屬執行性質的強制令）：命令從事一定的行為。
- 禁制令（prohibitory injunction；屬禁止性質的強制令）：禁止從事某種行為，是最為常見的類型。例如在离婚訴訟中，法庭可以核發禁制令禁止一方轉移財產。